# Problème corps-esprit
Pour un article plus général, voir Philosophie de l'esprit.

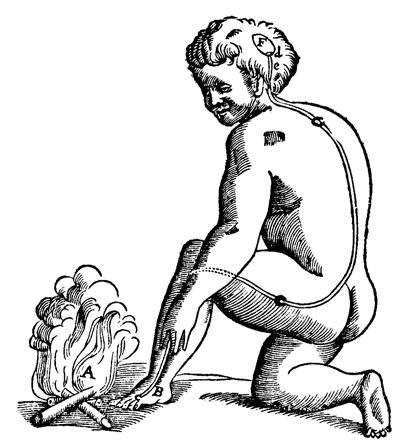
Illustration par René Descartes de l'activité réflexe. Les entrées sensorielles sont transmises par les organes sensoriels à la glande pinéale dans le cerveau, puis à l’esprit immatériel.

Le problème corps-esprit est un questionnement philosophique concernant le type de relation que l'esprit entretient avec le corps, en particulier avec le cerveau. Bien que ce problème ait pu déjà se poser depuis les premiers développements de la philosophie, chez Platon notamment, et qu'il ait trouvé sa formulation moderne dès le XVIIe siècle, ce n'est que durant le XXe siècle qu'il est explicitement mis en avant comme une question fondamentale, voire comme la question centrale de la philosophie de l'esprit sous l'expression anglaise de mind-body problem. On parle aussi de « dichotomie corps-esprit ».
C'est sur le constat apparent que le corps et l'esprit diffèrent et qu'ils interagissent ensemble que réside le point de départ historique du problème corps-esprit. Le principal obstacle théorique à la compréhension de cette interaction est celui de l'« exclusion causale » du domaine physique, nommée aussi « complétude causale » : si les processus physiques, comme ceux qui se réalisent dans notre corps ou notre cerveau, n'ont de causes ou d'effets que physiques, alors ils ne peuvent avoir de causes proprement mentales ou d'effets sur l'esprit. Cette difficulté à concevoir l'interaction entre le corps et l'esprit a d'abord constitué le cœur du problème auquel se sont confrontés les philosophes de l'esprit depuis Descartes. À partir du XIXe siècle, une autre question essentielle concernant la relation corps-esprit a surgi dans le cadre du matérialisme : comment concevoir la spécificité de l'esprit par rapport au corps si l'esprit n'est rien d'autre qu'un processus physique ?
Le problème corps-esprit se pose aujourd'hui à l'intérieur d'un nouveau champ disciplinaire, celui de la philosophie de l'esprit, qui constitue l'une des principales branches de la philosophie analytique. Par « esprit » (mind), il faut entendre l'ensemble des états ou processus mentaux attribués aux êtres humains et aux organismes sensibles ou intelligents. Parmi les différentes sortes d'états mentaux, on peut distinguer les émotions, les sensations, les perceptions, les représentations imaginaires, les croyances, les volitions (comme les désirs). Ces états semblent posséder deux traits caractéristiques majeurs : l'« expérience vécue », éprouvée de façon subjective et qualitative, et l'intentionnalité. L'intentionnalité d'un état mental consiste dans le fait de porter sur quelque chose, d'avoir quelque chose pour objet. Certains états mentaux ont en ce sens une dimension représentative. À l'autre pôle du problème, il faut entendre par « corps » (body) l'ensemble des états physiques qui sont corrélés à ces états mentaux, sans qu'il soit préjugé de la nature de cette corrélation. La notion de corps renvoie généralement dans ce contexte à ce qui se produit dans le cerveau.
En philosophie de l'esprit, le problème posé par la nature des relations entre l'esprit et le corps est en partie lié à la difficulté d'expliquer les relations qui existent entre les états physiques qui se réalisent dans le cerveau et les états mentaux qui relèvent de la conscience. Cependant, le problème corps-esprit recouvre un champ de questionnement plus large que celui correspondant au « problème difficile de la conscience », problème qui concerne uniquement les aspects subjectifs et qualitatifs de l'expérience, et il ne doit donc pas être confondu avec lui. Il soulève également la question essentielle du caractère normatif de l'esprit et des actions qui lui sont associées.

## Le problème corps-esprit

### Énoncés du problème

#### Le corps et l'esprit diffèrent
L'expérience que nous avons de nous-mêmes nous fait percevoir des sensations, des pensées et des actions que généralement nous nous attribuons et qui semblent nous caractériser de façon essentielle. Une telle expérience de nous-mêmes nous pousse intuitivement à opérer une distinction entre nos états mentaux et les états physiques de notre environnement ou de notre corps. Les premiers, contrairement aux seconds, paraissent impliquer des expériences « vécues », éprouvées de façon subjective, et avoir un caractère « intentionnel ». Il semble en effet que les états mentaux soient expérimentés sur un mode privé et personnel, tandis que les états physiques, par leur extériorité et leur aspect public, apparaissent comme objectifs. Il semble également que les états mentaux soient intentionnels au sens où ils sont dirigés vers quelque chose qu'ils représentent, y compris dans le cas de représentations imaginaires. De leur côté, les états physiques ne sont pas caractérisés comme tels de cette façon, et entretiennent entre eux des relations causales qui diffèrent des relations qu'entretiennent entre eux les états intentionnels ou les représentations. Ils ne paraissent pas non plus nous définir de façon essentielle, et nous avons le sentiment d'échapper au type de déterminisme qui les régit.
La normativité est une caractéristique importante généralement attribuée de façon spécifique aux états mentaux. Nos croyances, nos désirs et nos actes accomplis volontairement semblent obéir à des raisons ou des normes que l'on ne retrouve pas dans les explications physiques. Ces raisons ou normes se distinguent en tant que telles des causes qui déterminent notre comportement ou les états physiques dans lesquels nous nous trouvons. Elles rendent possibles les énoncés de type axiologique (énoncés moraux, politiques, etc.) relatifs aux valeurs et à ce qui « doit être ». Par ailleurs, nous croyons spontanément au libre arbitre. Nous pensons que, dans une certaine mesure, une personne peut fixer elle-même ce qu'elle veut faire et ce qu'elle ne veut pas faire. Ceci s'applique également au domaine des croyances : nous estimons être libres de former nous-mêmes nos convictions, ce qui nous en rendrait responsables. Les états physiques, pour leur part, semblent être caractérisés par le déterminisme : chaque état physique en suit d'autres selon certaines lois bien définies. Or ni le déterminisme ni même le hasard ne permettent de rendre compte de la spécificité du libre arbitre tel que nous l'intuitionnons.
Ainsi, parmi les traits les plus souvent mentionnés pour distinguer les états mentaux des états physiques, on peut relever les suivants :
| États mentaux                      | États physiques                      |
| ---------------------------------- | ------------------------------------ |
| privés, directement accessibles    | publics, non accessibles directement |
| subjectifs et qualitatifs (qualia) | objectifs et quantitatifs            |
| intentionnels, représentatifs      | « aveugles »                         |
| explicables par des raisons        | explicables par des causes           |
| normatifs                          | factuels (ou « factifs »)            |
| librement formés                   | strictement déterminés               |

#### Le corps et l'esprit interagissent
Bien que les états mentaux nous apparaissent différents des états physiques, l'esprit ne nous apparait pas comme indépendant du corps et du monde physique. En effet, l'expérience que nous avons de nous-mêmes, par laquelle nous nous percevons comme des êtres doués de sensations, pensants et agissants, nous conduit non seulement à distinguer l'esprit et le corps, mais aussi à penser qu'il existe entre eux quelque chose d'au moins similaire à un lien causal, qu'il existe en somme une forme d'interaction en vertu de laquelle l'un produit un effet sur l'autre. Suivant cette perspective, la relation corps-esprit peut être caractérisée comme une interaction entre deux types de réalité, avec :
1. des états physiques qui causent des états mentaux : plus précisément, la constitution physique de notre environnement et de notre corps cause des perceptions et des croyances sur notre environnement et notre corps, ainsi que des émotions ;
2. des états mentaux qui causent des états physiques : plus précisément, des désirs ou des volitions causent certains comportements physiques, à savoir des états physiques qui sont aptes à produire les effets voulus.

On peut ajouter à cela que certains états mentaux semblent causer d'autres états mentaux (par exemple ma sensation de soif paraît être la cause de mon désir de boire), et ce d'une manière différente de la façon dont les états physiques causent d'autres états physiques. En outre, il y a souvent des chaînes causales ou d'apparence causale qui impliquent à la fois des états physiques et des états mentaux. Par exemple, on peut considérer que la chaleur excessive de l'air ambiant cause en moi une sensation désagréable de chaleur ; que ma sensation désagréable de chaleur cause mon désir de refroidir l'air ambiant en allumant le climatiseur ; que ce désir m'incite à appuyer sur le bouton de déclenchement de la climatisation ; puis, enfin, que le refroidissement de l'air produit par la climatisation cause la disparition de ma sensation désagréable de chaleur.
Dans la relation causale entre l'esprit et le corps, c'est la causalité esprit⇒corps qui est au centre des préoccupations associées au problème corps-esprit. En effet, le débat tourne principalement autour de la question de savoir comment il est possible que des états mentaux causent des états physiques. Dans la mesure où il est acquis que les états physiques ont un pouvoir causal, obtenir une réponse satisfaisante à cette question devrait permettre de résoudre la question de la causalité corps⇒esprit.

#### La causalité physique suffit

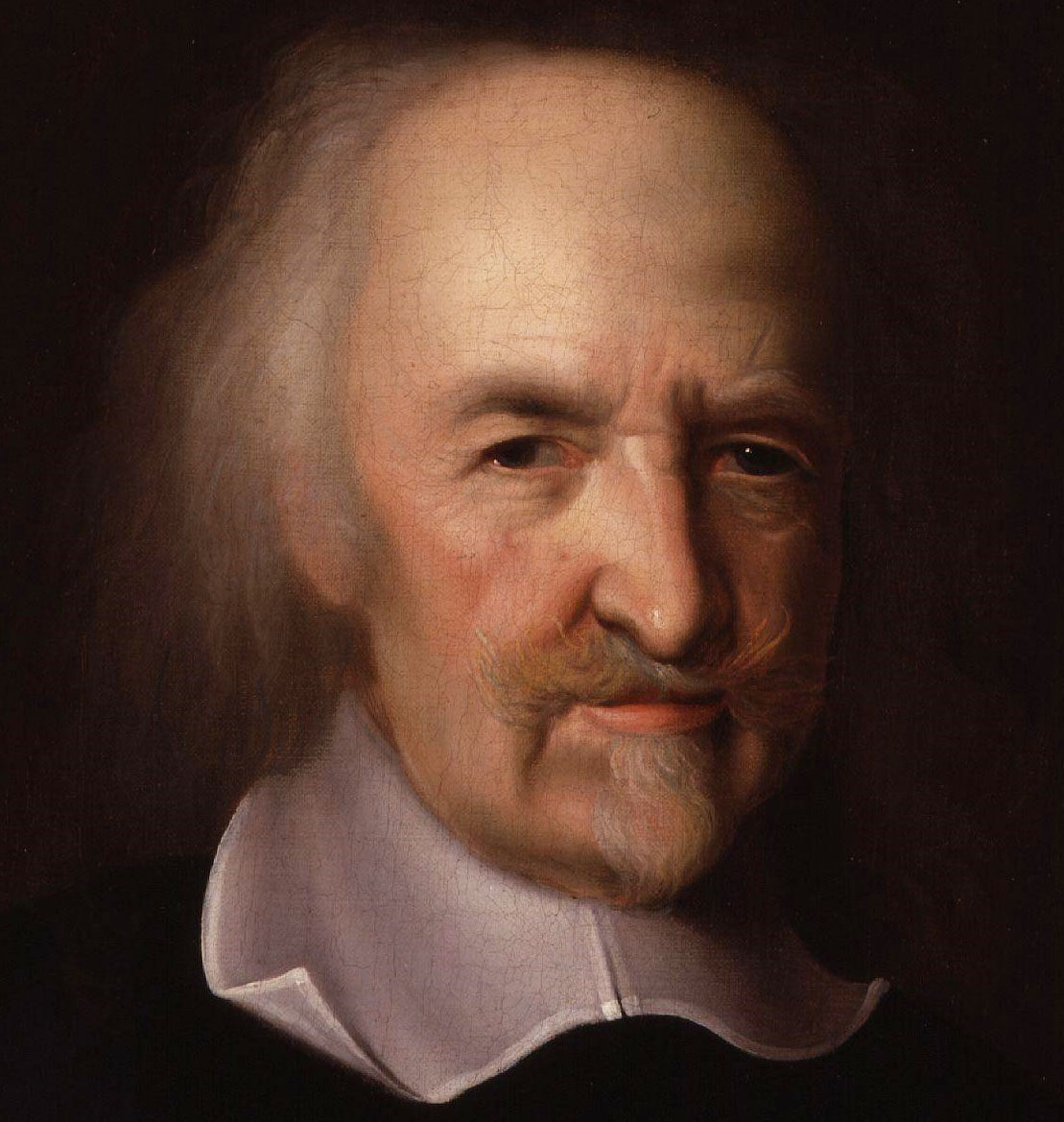
Thomas Hobbes, précurseur du matérialisme moderne.

Le succès que connaissent les sciences modernes de la nature, en particulier la physique, suggère un principe philosophique appelé le plus souvent « principe de complétude physique », qui est au cœur de la conception matérialiste du monde et dont on trouve la première formulation au XVIIe siècle chez le philosophe anglais Thomas Hobbes. La complétude en question concerne à la fois les causes (complétude causale), les lois (complétude nomologique) et les explications (complétude explicative) des états physiques. Ce principe affirme la thèse suivante :
Dans la mesure où les états physiques ont des causes, sont soumis à des lois et peuvent être expliqués, alors tout état physique a des causes physiques complètes, est soumis à des lois physiques complètes et possède une explication physique complète.
En d'autres termes, pour tout état physique, il n'est jamais nécessaire de chercher une cause à sa production en dehors du domaine d'étude de la physique (incluant la matière, les forces, l'espace-temps). S'il est possible de trouver une explication causale pour n'importe quel état physique donné, alors on peut découvrir une explication qui fait référence exclusivement à d'autres états physiques, étant donné des lois physiques. Contrairement aux deux énoncés précédents du problème corps-esprit (« le corps et l'esprit diffèrent » et « le corps et l'esprit interagissent »), le principe de complétude physique selon lequel « la causalité physique suffit » ne se base pas sur l'expérience que nous avons de nous-mêmes, mais sur les résultats des sciences modernes de la nature. Il s'agit d'une thèse philosophique reposant sur une extrapolation des théories fondamentales et universelles de ces sciences.
Plusieurs arguments ont été avancés en faveur d'un tel principe. L'un des plus importants s'appuie sur le fait que les sciences modernes de la nature nous mettent à disposition, depuis l'apparition de la mécanique comme science du mouvement au XVIIe siècle, des théories physiques fondamentales qui sont universelles, c'est-à-dire des théories dont les lois s'appliquent à tous les états et systèmes physiques. Or une théorie universelle exclut par définition qu'il y ait des causes, des lois ou des explications invoquant des variables qui ne figurent pas dans ces théories, et en particulier des causes, des lois ou des explications non physiques. Un autre argument important est qu'il n'y aurait aucun indice empirique qui pointerait vers l'existence de causes non physiques intervenant dans la nature.

### Incompatibilité des énoncés
Le problème corps-esprit consiste essentiellement dans le fait qu'il y a de bonnes raisons d'admettre chacune des trois propositions suivantes qui, considérées conjointement, forment pourtant une triade inconsistante :
1. Les états mentaux ne sont pas des états physiques : principe de dualité corps-esprit (1)
2. Des états mentaux causent des états physiques, et réciproquement : principe d'interaction corps-esprit (2)
3. Tout état physique a des causes physiques complètes : principe de complétude physique (3)

Ces trois propositions sont compatibles deux à deux, mais si l'on n'accepte pas l'hypothèse ad hoc de la surdétermination causale (selon laquelle la causalité mentale se surajoute à la causalité physique), chacune de ces paires de propositions compatibles implique la fausseté de la troisième :
- (1) et (2) impliquent non (3) : si les états mentaux ne sont pas des états physiques mais qu'ils causent des états physiques, alors le principe de complétude physique est faux (c'est la position du dualisme interactionniste ou cartésien)
- (1) et (3) impliquent non (2) : si les états mentaux ne sont pas des états physiques mais que tout état physique a des causes physiques suffisantes, alors un état mental ne peut être la cause d'un état physique et le principe d'interaction corps-esprit est faux (c'est la position du dualisme non-interactionniste)
- (2) et (3) impliquent non (1) : si des états mentaux causent des états physiques mais que tout état physique a des causes physiques complètes, alors les états mentaux sont des états physiques et le principe de dualité corps-esprit est faux (c'est la position du monisme matérialiste ou de la théorie de l'identité psychophysique)

Afin de résoudre le problème corps-esprit, on doit donc abandonner l'une des trois propositions, levant ainsi la contradiction qu'elles engendrent lorsqu'elles sont prises simultanément. Étant donné que les deux premières propositions trouvent leur origine dans l'expérience que nous avons de nous-mêmes, et que la troisième se base sur les résultats des sciences modernes de la nature, on peut être tenté de considérer que le problème corps-esprit consiste en un conflit entre notre expérience subjective et la science. Mais il y a également une tension entre la première et la deuxième proposition, tension déjà relevée au XVIIe siècle dans certaines objections faites à Descartes et à son dualisme interactionniste. En effet, l'idée qu'il existe un lien causal entre le corps et l'esprit semble être incompatible avec l'idée que le corps et l'esprit diffèrent radicalement.

## Les solutions proposées
On peut regrouper les principales conceptions élaborées en réponse au problème-corps esprit en trois grandes tendances ou paradigmes :
1. le dualisme corps-esprit
2. le physicalisme
3. le panpsychisme

Le panpsychisme est une position minoritaire qui connaît néanmoins un regain d'intérêt et qui se distingue aujourd'hui en deux principaux courants : le « micropsychisme », pour lequel les constituants de la « matière » sont des entités à caractère mental, et le « cosmopsychisme », qui identifie l'esprit à l'univers tout entier. Chacun des deux autres paradigmes comprend plusieurs écoles de pensée que l'on peut présenter schématiquement de la façon suivante :
| Dualisme interactionniste | Dualisme interactionniste | Dualisme non-interactionniste | Dualisme non-interactionniste | Dualisme non-interactionniste |
| ------------------------- | ------------------------- | ----------------------------- | ----------------------------- | ----------------------------- |
| Dualisme cartésien        | Dualisme poppérien        | Parallélisme                  | Épiphénoménisme               |                               |

| Béhaviorisme       | Béhaviorisme         | Réductionnisme     | Réductionnisme           | Fonctionnalisme    | Fonctionnalisme            | Éliminativisme          | Éliminativisme         |
| ------------------ | -------------------- | ------------------ | ------------------------ | ------------------ | -------------------------- | ----------------------- | ---------------------- |
| Théorie de Skinner | Béhaviorisme logique | Identité des types | Identité des occurrences | Computationnalisme | Fonctionnalisme biologique | Élimination de l'esprit | Élimination des qualia |

Le dualisme corps-esprit est une position de référence en philosophie de l'esprit du fait de son importance historique, mais il a peu d'adhérents. Souvent fortement critiqué, le dualisme est généralement abordé à des fins didactiques, notamment lorsqu'il s'agit de présenter, par contraste, les différentes formes de physicalisme. Cette position ne conduit pas nécessairement à affirmer, comme Descartes, l'existence de deux types de substance. Il existe en effet un « dualisme des propriétés » (property dualism en anglais) pour lequel il n'existe qu'un seul type de substance, la matière, et qui envisage donc l'esprit en termes de propriétés spécifiques qui, bien qu'instanciées dans un corps, ne sont pas identifiables à des propriétés physiques. Selon les différentes approches, ces propriétés peuvent interagir avec les propriétés physiques, ou bien n'être que des épiphénomènes ; elles peuvent également émerger à partir de propriétés physiques complexes, ou bien constituer elles-mêmes des propriétés fondamentales de la nature,.
Le physicalisme, quant à lui, désigne aujourd'hui une position ontologique distincte du physicalisme méthodologique du Cercle de Vienne. Il recouvre l'ensemble des conceptions pour lesquelles toutes les entités qui existent dans le monde sont ultimement des entités physiques qui peuvent ou pourraient, en principe, être décrites par les sciences physiques, et dont les interactions causales sont complètement gouvernées par des lois physiques. Il s'oppose à toute forme de dualisme corps-esprit et tente de concilier le matérialisme avec les concepts mentaux relevant de notre conception commune de l'esprit. La thèse ontologique du physicalisme selon laquelle il n'existe que des entités ou des propriétés physiques implique que les entités mentales, si elles existent, n'ont pas de statut ontologique particulier. Cette thèse est largement privilégiée en philosophie de l'esprit, mais elle a aussi ses opposants parmi des philosophes de l'esprit contemporains qui font autorité comme Thomas Nagel ou David Chalmers.
Une autre manière de regrouper les principales conceptions répondant au problème corps-esprit consiste à les différencier en fonction du type de réponse qu'elles proposent, et à distinguer ainsi :
- les conceptions qui doivent constituer une solution au problème, à savoir principalement le dualisme, le réductionnisme, le fonctionnalisme, les théories de l'émergence
- les conceptions qui doivent conduire à la dissolution ou à l'élimination même du problème, à savoir l'éliminativisme et le panpsychisme

## Le dualisme corps-esprit

### La conception interactionniste
Le dualisme interactionniste est une position qui, en philosophie moderne, remonte à René Descartes et qui soutient qu'il existe une union causale entre l'esprit et le corps, bien que ceux-ci diffèrent par nature. Il s'oppose, à l'intérieur même du cadre de pensée dualiste, au parallélisme psychophysique et à l'épiphénoménisme. L'interactionnisme ne suppose pas nécessairement que chaque état mental puisse directement causer des états physiques, mais seulement que chaque état mental puisse faire partie d'une chaine causale qui inclut des états physiques, notamment des états du cerveau.

#### Dualisme cartésien

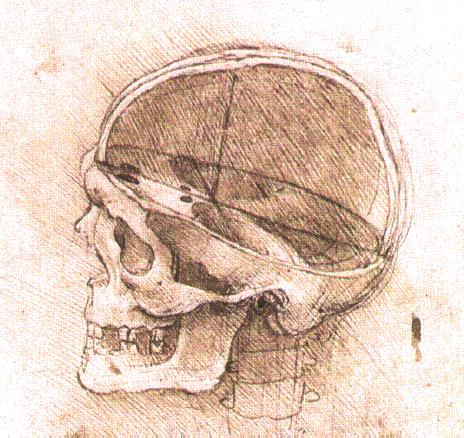
D'après Descartes, il existerait une « âme » radicalement distincte du corps mais en interaction avec lui.

Le dualisme cartésien est la réponse métaphysique donnée initialement par Descartes, puis par les cartésiens, au problème corps-esprit. Descartes reconnaît l'existence de deux types de substance : l'âme (res cogitans) et le corps (res extensa). Il considère également que chacune de ces deux substances interagit avec l'autre. Bien qu'il serve souvent de repoussoir aux philosophes de l'esprit, le dualisme cartésien a configuré de manière durable le problème corps-esprit en plaçant au cœur de la réflexion la question des relations entre les états mentaux et les états physiques, considérés selon leur nature et leur efficience causale. Les arguments de Descartes pour justifier cette position ont été précurseurs de ceux avancés au XXe siècle en philosophie de l'esprit en faveur du dualisme et contre le matérialisme, notamment les arguments dits « modaux » qui font appel à la possibilité de concevoir les aspects subjectifs de la conscience séparément du corps.
Le dualisme de type cartésien se distingue des autres formes de dualisme par le fait qu'il pose à la fois la dualité de la substance humaine, en tant qu'elle est une âme et un corps, et l'interaction causale entre leurs états respectifs. L'idée que les états mentaux et les états physiques diffèrent par nature mais peuvent cependant interagir entre eux conforte deux intuitions communes sur l'esprit et le corps : l'intuition d’hétérogénéité des substances (« l'esprit est une chose d'une nature différente de celle du corps ») et l'intuition de leur interaction (« le corps agit sur l'esprit et réciproquement »). Dans le vocabulaire de la philosophie classique, on parle de « communication des substances » pour désigner l'interaction entre le corps et l'esprit. Dans le contexte de la philosophie de l'esprit contemporaine, on dit que le dualisme cartésien est interactionniste, par contraste avec le parallélisme, l'occasionnalisme et l'épiphénoménisme, pour lesquels l'esprit et le corps n'ont pas d'interaction causale. 
Parmi les difficultés que posent le dualisme cartésien, le problème corps-esprit semble être le plus insurmontable. En effet, la thèse interactionniste que soutient cette forme de dualisme établit que certains états mentaux comme les volitions causent des changements physiques comme ceux à l'origine du mouvement corporel, et vice-versa, que certaines entités corporelles agissant dans le cerveau causent certains états mentaux comme les sensations. Or, la possibilité même de cette interaction est problématique : comment, en particulier, des entités mentales, conçues comme immatérielles, sans extension dans l'espace, peuvent-elles avoir la moindre possibilité d'action sur des entités physiques ? C'est ce problème qui va perdurer et continuer de se poser dans le cadre de la philosophie de l'esprit. La réponse apportée par Descartes lui-même a paru peu satisfaisante : l'esprit et le corps constituent ensemble une substance à part entière et la glande pinéale est le lieu où réside, dans le cerveau, le point de contact entre les états mentaux et les états physiques.

#### Dualisme poppérien
Avec le philosophe des sciences Karl Popper, le dualisme interactionniste se trouve reformulé dans le cadre d'une épistémologie évolutionniste originale. Popper soutient que les états mentaux sont le produit de l'évolution de la vie, et qu'ils devraient être rapportés à la biologie plutôt qu'à la physique, ce en quoi il s'oppose au physicalisme. Il estime que ces états sont à la fois étroitement liés à ceux du corps, et irréductibles à eux du fait de leur spécificité. Même s'il s'en revendique parfois par provocation, Popper s'éloigne considérablement du dualisme cartésien par son refus de l'idée de substance ainsi que de la théorie mécaniste de la causalité. Pour lui, la distinction entre les états mentaux et les états physiques est bien réelle, mais elle correspond à une différence entre des propriétés plutôt qu'entre des substances, les propriétés mentales « émergeant » à partir des propriétés physiques avec lesquelles elles finissent par interagir.
Bien que Popper considère les théories métaphysiques comme des systèmes irréfutables par l'expérimentation, et donc comme des théories pseudo-scientifiques, le dualisme poppérien s'inscrit dans un « programme de recherche métaphysique » qui doit permettre d'élargir l'horizon de la recherche scientifique concernant le problème corps-esprit. Ce programme métaphysique s'appuie sur deux convictions essentielles :
1. la possibilité d'un univers non parfaitement déterministe, donc indéterministe
2. la « non-clôture causale » du monde physique

Un monde physique parfaitement déterministe est nécessairement clos du point de vue causal, mais un monde au moins partiellement indéterministe, épicurien (avec son clinamen), ou quantique, n'est pas nécessairement causalement ouvert : l'ouverture causale implique la possibilité pour un processus mental (par exemple, la reconnaissance intellectuelle de la validité d'une inférence) d'avoir des effets physiques comme s'il parvenait à s'insérer dans la trame de la causalité physique. Pour Popper, l'indétermination quantique offre justement à la causalité mentale l'occasion de sélectionner une voie particulière dans la trame incomplète du monde physique. Ainsi, affirme-t-il, « nous initions des chaînes physiques causales qui n'ont pas d'antécédents causaux physiques suffisants, [ce qui fait de nous] des "premiers moteurs", ou des créateurs de chaînes causales physiques ». C'est cette ouverture causale du monde physique à l'« espace des raisons », autrement dit aux concepts et aux relations d'inférence, qui donne à l'espèce humaine un avantage évolutif, avantage résultant non plus de l'élimination directe et violente des individus inadaptés, mais de l'élimination indirecte et non-violente des idées ou conceptions erronées.

### Le parallélisme
En philosophie de l'esprit, le parallélisme est une thèse concernant le rapport entre l'esprit et le corps selon laquelle les phénomènes psychiques et physiques constituent deux séries sans lien de causalité entre elles, mais entre lesquelles il est possible d'établir des rapports de correspondance. On évite ainsi d'introduire une causalité non physique dans le monde qui s'apparenterait à une action surnaturelle. Selon la position paralléliste, adoptée à l'origine par Spinoza au XVIIe siècle, les états physiques causent uniquement des états physiques, et les états mentaux causent uniquement des états mentaux. Ce qui nous paraît de prime abord constituer un lien causal entre des états physiques et des états mentaux n'est en fait qu'une relation de correspondance où à chaque état mental correspond un état cérébral, et vice versa.
Cette thèse peut être interprétée soit comme une affirmation ontologique quant à la réalité des choses, soit comme un simple postulat méthodologique dont l'intention est alors de permettre au psychologue et au neurophysiologiste de travailler en évitant de réduire un domaine à l'autre. Sous la première forme, elle implique un certain dualisme, tandis que sous la seconde, elle tend vers le matérialisme. C'est sous la première forme qu'elle se présente comme une réponse au problème corps-esprit, préservant la position dualiste en abandonnant l'idée problématique d'une interaction entre le corps et l'esprit. Le dualisme ainsi adopté est un dualisme des propriétés (physiques d'une part et mentales de l'autre), bien différent de celui opposant la substance de l'âme à celle du corps. Il s'agit de respecter la distinction entre les états mentaux et les états physiques tout en reconnaissant le fait qu'il ne peut y avoir de lien causal entre des états de nature différente.
Le parallélisme a non seulement pour conséquence qu'à chaque état mental correspond un état physique, mais encore qu'à chaque état physique correspond un état mental. Il aboutit dès lors au panpsychisme, c'est-à-dire à la conception selon laquelle l'esprit est une propriété fondamentale du monde qui s'y présente partout. En outre, le parallélisme généralise le principe de complétude causale du monde physique (« la causalité physique suffit ») au domaine des états mentaux. Par conséquent, en établissant ainsi que les états mentaux n'ont pour seules causes que d'autres états mentaux, il suppose qu'il existe en principe une psychologie complète, c'est-à-dire une psychologie qui explique tous les états mentaux en se référant uniquement à d'autres états mentaux. Ce point constitue l'une des principales objections au parallélisme. En effet, la psychologie recourt dans ses explications non seulement à des concepts mentaux, mais encore à des concepts physiques, et il n'y a aucun indice scientifique pointant vers la possibilité d'une psychologie qui n'aurait pas besoin de recourir à de tels concepts,.

### L'épiphénoménisme

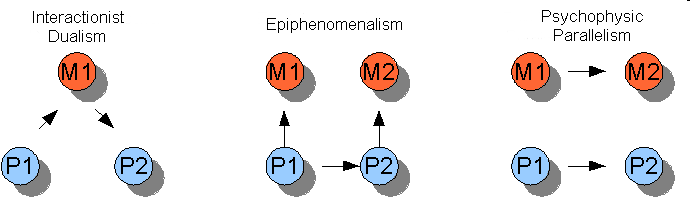
L'épiphénoménisme peut être envisagé comme une position intermédiaire entre le dualisme interactionniste et le parallélisme.

L'épiphénoménisme, ou épiphénoménalisme, est la thèse selon laquelle les états mentaux, ou au moins certains d'entre eux, n'ont aucun pouvoir causal, et ne produisent donc aucun effet sur le corps ou sur les autres états mentaux. Il permet de maintenir une forme de dualisme sans avoir à affronter les graves objections auxquelles font face le dualisme interactionniste et le parallélisme. Pour l'épiphénoméniste, seuls les états physiques peuvent être les causes d'autres états, et c'est uniquement à titre d'effets que les états mentaux peuvent figurer dans le réseau des relations causales. On qualifie alors ces états d'« épiphénomènes », autrement dit, de sous-produits d'une certaine activité physique – celle du cerveau. Cette thèse implique une conception dualiste particulière de la relation corps-esprit, à savoir un dualisme des propriétés (physiques d'une part et mentales de l'autre) plutôt qu'un dualisme traditionnel de la substance (âme et corps).
À l'instar du parallélisme, l'épiphénoménisme accepte le premier et le troisième énoncé du problème corps-esprit (« le corps et l'esprit diffèrent », « la causalité physique suffit ») mais abandonne le second (« le corps et l'esprit interagissent »). Cependant, contrairement au parallélisme, l'épiphénoménisme n'implique ni le panpsychisme ni l'autonomie du domaine des états mentaux. Il évite ainsi l'échafaudage métaphysique du panpsychisme et tend à limiter aux seuls aspects subjectifs de la vie mentale (les « qualia » ou la « conscience phénoménale ») le qualificatif d'épiphénomène. Dans cette perspective, l'activité mentale associée au comportement est susceptible d'être expliquée par des causes physiques. L'épiphénoménisme n'a donc pas été avancé pour répondre prioritairement au problème corps-esprit dans toute son extension, mais comme une réponse à ce qu'il est convenu d'appeler aujourd'hui le problème difficile de la conscience.
La thèse épiphénoméniste est formulée pour la première fois en 1874 par le biologiste et philosophe anglais Thomas H. Huxley dans un article intitulé « On the hypothesis that animals are automata and its history » (« Sur l’hypothèse selon laquelle les animaux sont des automates et l’histoire de cette théorie »). Cet article demeure aujourd’hui une référence pour la philosophie de l’esprit. L'hypothèse qu'il avance annonce les nouvelles formes de dualisme défendues par des philosophes contemporains tels que Frank Jackson au début des années 1980 ou Jaegwon Kim dans les années 2000, et constitue encore une des réponses standard au problème corps-esprit. L'épiphénoménisme reste cependant une position très minoritaire, notamment parce qu'il ne rend pas compte de l'intuition forte que nous avons d'avoir un pouvoir d'action sur notre corps et d'être les acteurs de ce que nous faisons volontairement.

### La théorie de la surdétermination
En affirmant l'existence d'une causalité mentale qui se surajoute à la causalité physique, la théorie de la surdétermination, ou « surdéterminisme », justifie une version du dualisme de l'esprit et du corps qui se distingue du dualisme interactionniste, du parallélisme et de l’épiphénoménisme. Selon cette théorie, élaborée en réponse au problème corps-esprit, il est possible de soutenir conjointement et sans contradiction que les états mentaux ne sont pas des états physiques (thèse dualiste), qu'ils causent et sont causés par certains états physiques (thèse interactionniste) et que les états physiques sont soumis à des lois physiques complètes qui suffisent à les expliquer complètement (thèse physicaliste). Il suffit pour cela de concevoir que les états mentaux agissent comme des causes additionnelles aux causes physiques, « surdéterminant » ainsi le comportement humain ou animal. La surdétermination en ce sens consiste à redoubler certaines entités causales, en l'occurrence physiques, en faisant appel à des entités d'un autre genre.
Contrairement aux autres types de dualistes, le partisan du surdéterminisme accepte à la fois que les états mentaux ont un pouvoir d’action sur le monde via leurs effets sur le corps, et que ces effets peuvent être entièrement expliqués en termes de causes physiques en vertu du principe de complétude du domaine physique (« la causalité physique est la condition suffisante de tous les faits physiques »), ces deux thèses étant rendues compatibles grâce au principe de surdétermination de la causalité physique par la causalité mentale. Bien qu'elle paraisse coûteuse ou artificielle, la théorie de la surdétermination offre l'avantage de concilier des thèses apparemment contradictoires et irréconciliables, celles du physicalisme (ou matérialisme) que semblent justifier les découvertes scientifiques, d'une part, et celles du dualisme corps-esprit plus proche de notre conception intuitive du monde, d'autre part.
Une telle tentative de conciliation entre le dualisme et le matérialisme pose néanmoins le problème suivant : si l'on admet le principe de complétude du domaine physique, on doit accepter qu’il y a des lois physiques qui permettent en principe une explication intégrale des phénomènes physiques ; dès lors, la causalité mentale apparaît superflue et sans intérêt explicatif. Pour cette raison notamment, la théorie de la surdétermination n'est guère défendue aujourd'hui, mais elle semble impliquée par le dualisme (doublé d'un mécanisme strict) de Descartes, et elle est souvent présentée à des fins didactiques comme une alternative aux conceptions dualistes acceptant ou refusant de façon univoque l'interaction. Elle apparaît cependant comme une position purement philosophique sans pouvoir heuristique, n'ouvrant aucune voie de recherche en philosophie de l'esprit.

## Le paradigme réductionniste

### Le béhaviorisme logique
Le paradigme réductionniste s'est imposé en philosophie de l'esprit à partir des années 1940 en prenant d'abord la forme d'un béhaviorisme : le béhaviorisme logique,. L’idée centrale du béhaviorisme logique est que l’on peut et doit décrire puis expliquer les conduites des individus en observant uniquement leur comportement. Cette position revient donc à renoncer à utiliser des concepts spécifiquement mentaux (sensations, désirs, croyances, etc.) pour rendre compte des conduites humaines. Par « comportement » (behavior), le béhaviorisme désigne exclusivement les mouvements corporels qui peuvent être décrits publiquement sans équivoque avec un vocabulaire approprié. Ainsi, si l'on dit de quelqu’un qu’il est en train de « libeller un chèque », cette description ne compte pas comme celle du comportement stricto sensu, car elle contient un vocabulaire mental caché (désirs, croyances, connaissances des institutions sociales, etc.) qui doit lui-même être retranscrit en termes de mouvements corporels.
Selon le béhaviorisme logique, l'explication du comportement doit exclure les prétendues « causes » physiques du comportement, en particulier les processus cérébraux. Cette version radicale du béhaviorisme s'oppose en ce sens à la théorie de l'identité esprit-cerveau, qui fait systématiquement référence à certains types d'états ou processus du cerveau. De plus, elle rejette ou néglige toutes les caractéristiques psychologiques et subjectives censées motiver l'action (elle remet en cause la « psychologie naïve » et la notion d'« intériorité ») pour n'étudier que les relations empiriques ou logiques entre les différentes séquences du comportement publiquement observable. Aux concepts proprement psychologiques, le béhaviorisme logique substitue alors la notion de « disposition comportementale ». Une disposition au comportement est une tendance à se comporter d'une certaine façon dans certaines situations ou circonstances. Sur la base de cette notion, une analyse de l'esprit affranchie des sciences du cerveau et de la psychologie est envisagée (on parle ainsi de « science de la boîte noire »).
Le béhaviorisme logique n'est pas pour autant identifiable à une forme d'éliminativisme concernant l'esprit. Il relève plutôt d'une conception réductionniste puisqu'il justifie l'opération de réduction des états mentaux à des dispositions comportementales. Cependant, la position réductionniste selon laquelle les états mentaux ne désignent rien d'autre que des états physiques y est fondée non pas sur des découvertes scientifiques, comme le suppose la théorie de l'identité esprit-cerveau, mais sur des raisons sémantiques, étant donné que les concepts mentaux sont des descriptions de dispositions comportementales. Parce que le contenu descriptif des concepts mentaux est le même que celui de certains concepts de dispositions comportementales, il est en effet permis d'établir une équivalence logique entre les descriptions psychologiques et les descriptions de tendances à certains comportements. Cette équivalence logique permet à son tour de justifier a priori, par analyse, l'entreprise de réduction de la psychologie aux sciences du comportement.
Le béhaviorisme logique s'est présenté comme une théorie philosophique alternative au dualisme ontologique (dit « cartésien »). Toutefois, plusieurs de ses conséquences sont rapidement apparues comme inacceptables : le refus de toute intériorité, l'absence d'une théorie explicative du comportement, son incapacité à rendre compte de l'apprentissage linguistique, entre autres. L'apparition d'autres alternatives au dualisme, comme la théorie de l'identité esprit-cerveau proposée par Ullin Place et John J. C. Smart dans les années 1950, puis le fonctionnalisme développé par Jerry Fodor et Hilary Putnam dans les années 1960, ont marqué son déclin. Aujourd'hui, il reçoit l'appui de certains philosophes de l'esprit qui adoptent, comme Daniel Dennett, une approche instrumentaliste de la conscience.

### Le «matérialisme»

#### Théorie de l'identité des types

L'eau liquide et les molécules de formule chimique H₂O qui la composent constituent la même substance mais ne sont pas décrites de la même façon.

Après l'échec du programme béhavioriste, le problème corps-esprit se pose en des termes nouveaux dans le cadre d'une tentative de « naturalisation » de l'esprit, inspirée du modèle des sciences de la nature,. La théorie de l'identité esprit-cerveau, ou « matérialisme de l'état central », se constitue alors comme une première alternative au béhaviorisme. Cette théorie est défendue au départ par des philosophes de l'« école australienne » de philosophie – Ullin Place, John J. C. Smart et David Armstrong notamment. Smart, en particulier, publie en 1959 un article intitulé « Sensations and Brain Processes » qui en constitue une des formulations les plus claires. Pour ces philosophes matérialistes, l'esprit, c'est le cerveau (d'où le qualificatif de matérialisme de l'« état central » pour le distinguer des théories associant l'esprit à l'ensemble du système nerveux). Plus précisément, les états psychologiques sont des états cérébraux.
La théorie de l'identité esprit-cerveau s'inspire du modèle des réductions scientifiques conduisant à de nombreuses assertions d'identité,. Selon ce modèle, l'eau est identifiée à ses propriétés moléculaires (eau = H2O), les gènes à des séquences de l'ADN (gène = ADN), etc. À l'instar de ces identités scientifiques, la réduction des états mentaux à des états cérébraux n'établit pas une équivalence logique entre eux (comme entre le mot « gène » et sa définition classique de « facteur biologique de l'hérédité ») : elle postule plutôt une identité ontologique (ou métaphysique) qui explique le lien étroit observé entre eux. Cette théorie de l'identité fait donc le pari qu'il peut y avoir une traduction réussie du discours psychologique ordinaire dans celui de la physique ou de la biologie. Il doit être possible de traduire des termes comme « désir », « croyance », « douleur » dans le vocabulaire de la science, qui ne fait référence qu'à des entités physiques. Le problème corps-esprit trouverait ainsi une solution matérialiste dans cette traduction ou réduction inter-théorique permettant en principe d'« expliquer » les états psychologiques par des états physiques.
Pour qu'une telle traduction inter-théorique soit possible, la théorie de l'identité esprit-cerveau n'envisage pas n'importe quelle relation d'identité : elle s'établit sur l'identification de deux types d'états ou processus. Elle part en effet du principe que les types d'états ou processus mentaux sont identiques à certains types d'états ou processus cérébraux, relation communément appelée « identité des types » (type-type identity),. Le « type » désigne une propriété ou un ensemble de propriétés pouvant entrer dans une définition et caractérisant un certain état ou processus. L'identité des types peut dès lors se définir succinctement de la façon suivante :
Deux types appartenant à des typologies distinctes (par exemple physique et mentale) sont identiques si, et seulement si, ils dénotent le même type de propriétés.
Lorsque l'identité entre deux types d'états est posé, les mêmes propriétés sont dénotées. Ce n'est donc pas au niveau des propriétés mais seulement au niveau du sens des expressions employées pour les décrire que les deux types d'états apparaissent distincts. Si les expressions « états mentaux » et « état cérébraux » n'ont pas le même sens, la première expression réfère tout comme la seconde à des états physiques réalisés dans le cerveau (bien qu'elle dénote un nombre moins grand d'états cérébraux).

#### Théorie de l'identité des occurrences
La thèse selon laquelle les états ou processus mentaux ont la même occurrence que certains états ou processus physiques du cerveau, bien que n'étant pas du même type, est communément appelée théorie de l'identité des occurrences (en anglais, token-token identity theory). Il s'agit d'une version plus faible et plus souple de matérialisme que la thèse de l'identité des types. Elle requiert seulement l'identification des occurrences d'états ou processus mentaux à des occurrences d'états ou processus physiques. L'occurrence d'un phénomène est sa réalisation individuelle dans l'espace et dans le temps, chaque occurrence étant par définition un cas singulier de réalisation d'un ou plusieurs types de phénomène. Lorsque deux propositions différentes décrivent quelque chose se réalisant en un même lieu et au même moment, elles décrivent une même occurrence de phénomène. Deux types d'état ou processus différents peuvent ainsi se voir attribuer la même occurrence s'ils se réalisent au même endroit en même temps. Cette thèse peut se définir de la façon suivante par contraste avec celle de l'identité des types :
Deux types appartenant à des typologies distinctes (par exemple physique et mentale) sont identiques si, et seulement si, ils dénotent la même occurrence.
L'identité au niveau des occurrences définit un matérialisme minimal. La faiblesse acceptée de cette identité permet de rendre compte d'un aspect de la relation entre les typologies physique et psychologique soulevée par certains philosophes de l'esprit dont Jerry Fodor et Hilary Putnam, à savoir la possibilité qu'un état psychologique donné soit réalisé de multiples façons, c'est-à-dire par plusieurs organisations physiques distinctes : la nôtre, celle d'un poulpe (dont les caractéristiques neurophysiologiques sont très différentes des nôtres), celle d'un « Martien » au cerveau hydraulique (exemple fictif souvent cité), etc. Bien qu'un être humain et un poulpe peuvent partager le même état psychologique, avoir faim par exemple, on peut néanmoins penser que le mode de réalisation physique de cet état psychologique diffère entre ces deux espèces. On nomme cette possibilité la « réalisation multiple des états mentaux »,. Si la thèse de la réalisation multiple des états mentaux est vraie, la typologie psychologique ne peut être identifiée à une typologie physique déterminée et la thèse de l'identité des types est donc fausse. L'identité psychophysique au niveau des occurrences permet justement de concevoir une forme d'identité compatible avec la réalisation multiple.
La conciliation entre la thèse de la réalisation multiple et celle de l'identité des occurrences est rendue possible parce que celle-ci n'implique pas que les concepts mentaux soient coextensifs à certains concepts physiques, en particulier à certains concepts dits « neuraux ». Puisque l'occurrence d'un état mental de type m peut être la même que celle de différents types d'états, l'occurrence de m peut être la même que celle de différents types d'états physiques, et m peut donc être réalisé physiquement de multiples façons. On dit dans ce cas que le concept m est coextensif à une disjonction ouverte de concepts physiques p (p1 v p2 v p3 v p…). Il est dès lors exclu de trouver un concept physique coextensif au concept mental de douleur, par exemple. Si, chez l'humain, l'état mental de douleur est réalisé par certains états et processus cérébraux tels que la stimulation des fibres-C du cerveau, chez le poulpe, ce même type d'état mental est réalisé par des occurrences d'un autre type identifiable à des états et processus neuraux aux caractéristiques différentes.
Le plus notable représentant de la théorie de l'identité des occurrences a été le philosophe américain Donald Davidson à partir des années 1960. Pour lui, chaque « événement mental » étant une occurrence d'événement physique, il peut recevoir une description physique, mais on ne peut déterminer précisément le contenu de cette description en partant d'une description mentale. L'identité au niveau des occurrences est encore aujourd'hui une thèse largement partagée au sein du courant fonctionnaliste.

## Le paradigme fonctionnaliste

### Le principe du fonctionnalisme
Le fonctionnalisme est la position la plus répandue en philosophie de l'esprit et dans les sciences cognitives depuis le milieu des années 1960. Il fut avancé à l'origine par Hilary Putnam, Jerry Fodor et David Lewis en réponse aux problèmes posés aussi bien par le béhaviorisme que par les conceptions matérialistes de l'esprit . Le béhaviorisme ne peut rendre compte des états mentaux n'ayant pas de conséquences motrices, comme c'est le cas d'un grand nombre de croyances ou de représentations dépourvues d'effet ou d'influence sur notre façon d'agir. Par ailleurs, il semble difficile de contester le fait que nous partageons des états mentaux avec plusieurs espèces animales dont le système cérébral n'est pas constitué comme le nôtre. La théorie de l'identité des types (neuraux et mentaux) paraît dès lors elle aussi défaillante. Hilary Putnam puis Jerry Fodor ont tenté à partir des années 1960 d'adapter chacune de ces deux conceptions de l'esprit en élaborant une forme de matérialisme capable de résoudre simultanément ces problèmes. Cette forme non réductionniste de matérialisme pointe vers deux directions :
1. en direction de la théorie de l'identité esprit-cerveau pour régler le problème central du béhaviorisme : il s'agit de considérer les états mentaux comme des « intermédiaires » physiques entre l'entrée sensorielle et la sortie motrice.
2. en direction du béhaviorisme devant le problème central de la théorie de l'identité esprit-cerveau : il s'agit d'identifier les états mentaux non plus aux états neurologiques, mais aux propriétés causales des états internes (neurologiques ou autres) liant les stimuli aux réponses (autrement dit, les entrées aux sorties)

Dans cette nouvelle perspective, la caractéristique essentielle et suffisante pour définir n'importe quel type d'état mental est l'ensemble des relations causales qui le relient (1) aux entrées sensorielles auxquelles correspondent certains effets de l'environnement sur le corps (2) aux autres états internes et (3) aux sorties comportementales auxquelles correspondent certains mouvements ou expressions corporels.
Pour illustrer la principale idée du fonctionnalisme, on peut utiliser l'exemple d'une machine simple, comme un distributeur de café. Il existe au moins deux façons possibles de comprendre le fonctionnement d'une telle machine. Selon la première, de type « béhavioriste », le distributeur de café est considéré comme une « boîte noire » qui reçoit une certaine entrée (input) et qui réagit à celle-ci en produisant une certaine sortie (output). La fonction du distributeur consiste donc en un certain « rôle causal » : la production d'un certain effet (gobelet de café) en réaction à une cause déterminée (introduction d'une pièce de monnaie). Selon la seconde, de type « matérialiste », il y a des mécanismes physiques qui réalisent la fonction qu'exécute le distributeur de café et il revient au mécanicien de les connaître en cas de panne. Or ces mécanismes varient d'un modèle de distributeur de café à l'autre, et c'est une approche « fonctionnaliste » de la machine que le mécanicien devra alors adopter pour intervenir efficacement sur les différents modèles.
On peut ainsi résumer les thèses du fonctionnalisme par les propositions suivantes :
1. Les états mentaux sont des états fonctionnels
2. La fonction d'un état consiste en son rôle causal, c'est-à-dire à la production d'un certain effet en réaction à une cause déterminée
3. Chaque rôle causal nécessite une réalisation physique, et il admet des réalisations physiques multiples
4. Le contenu des concepts mentaux est distinct du contenu des concepts physiques
5. La possibilité de réalisations multiples des états mentaux d'un type m interdit au concept m d'être coextensif à un seul concept physique p

### La théorie computationnelle de l'esprit

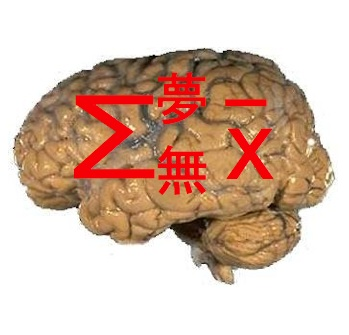
Pour le computationnalisme, le cerveau humain et l'esprit sont dans le même rapport que l'ordinateur et le programme informatique qu'il exécute.

C'est pour éviter les difficultés de la théorie de l'identité esprit-cerveau que Hilary Putnam et Jerry Fodor ont proposé et développé, dans les années 1960 et 1970, la théorie computationnelle de l'esprit (ou « computationnalisme »), à un moment où l'informatique était en plein essor. Il s'agit d'une forme de fonctionnalisme inspirée du modèle informatique. Contrairement à l'approche éliminativiste de l'esprit, apparue au même moment, le computationnalisme reconnaît la réalité des états mentaux, et, à la différence du matérialisme réductionniste, il reconnaît également leur spécificité. Pour lui, la différence entre l'esprit et le cerveau correspond simplement à une différence dans la façon de décrire un même phénomène physique, et non à une différence entre deux types de phénomènes. Cette théorie s'inspire du modèle informatique : l'esprit peut être envisagé par analogie avec le logiciel ou l'ensemble des programmes d'un ordinateur. Autrement dit, selon une formule célèbre, l'esprit est au cerveau ce que le software (logiciel) est au hardware (matériel informatique).
Un logiciel est un ensemble de programmes permettant à la machine d'accomplir diverses tâches et de remplir de multiples fonctions. Or, s'il a bien une existence physique, il n'est pas lui-même composé de circuits ou d'atomes au sens où l'est la machine qui exécute un programme ; il n'est pas non plus composé d'entités non physiques. La réalité d'un logiciel ne peut être comprise que si l'on adopte un niveau de description particulier du fonctionnement de la machine, où le formalisme fait abstraction des entités physiques et de leurs relations causales. C'est effet en termes de symboles et de fonctions et non en termes de circuits et d'activité électrique qu'un programme informatique se décrit. Il existe donc deux types de descriptions possibles de l'activité d'une machine informatique : l'un proprement physique (inadapté car excessivement complexe), l'autre formel. De même, il y a deux types de descriptions possibles associés au comportement humain : la description physique des états ou processus internes du cerveau, par exemple celle de l'activité neuronale lorsque nous faisons telle ou telle chose, et la description des états ou processus mentaux en termes de symboles et de fonctions.
Le computationnalisme est bien une forme de matérialisme au sens courant puisqu'une pensée humaine n'y est considérée au fond que comme l'activation électrochimique d'un réseau de neurones. Mais, de même que l'on peut concevoir un programme informatique sans mentionner la circuiterie électronique qui l'exécute, on peut décrire la psychologie humaine sans mentionner ce qui se réalise dans le cerveau, en ayant recours seulement au vocabulaire et aux concepts courants de la psychologie du sens commun. Celle-ci peut être traduite et développée, selon Jerry Fodor, dans un langage formel : le « langage de la pensée », qui possède à la fois une « syntaxe » et une « sémantique ». Dans cette perspective, les états intentionnels comme les croyances ou les désirs sont envisagés comme des représentations mentales de type computationnel, reliées entre elles de façon rationnelle par leur syntaxe, et reliées causalement au monde par leur sémantique. Le contenu sémantique de ces représentations découle de la manière dont ces représentations sont causées par l'environnement physique.

### Le fonctionnalisme biologique
Le fonctionnalisme biologique est une théorie concurrente de l'approche computationnelle de l'esprit. Défendu par quelques philosophes de renom tels que Daniel Dennett, Ruth Millikan et David Papineau, il considère les états mentaux non pas comme des états computationnels mais comme des fonctions biologiques résultant de l'évolution des espèces. Il s'appuie en particulier sur la théorie de l'évolution par sélection naturelle pour fournir une explication causale de l'apparition de ces fonctions. Le principe de la sélection naturelle lui permet en outre de répondre dans une perspective fonctionnaliste à la question de savoir pourquoi les états mentaux sont réalisés de manière multiple. Cette réponse fait intervenir les notions de survie et de reproduction de la façon suivante :
1. Les états physiques qui réalisent des états mentaux (comme la faim) sont sélectionnés en fonction de leurs effets quant à la survie et à la reproduction des organismes chez lesquels on les trouve
2. Or des états physiques de différents types peuvent avoir les mêmes effets bénéfiques quant à la survie et à la reproduction d'organismes donnés au sein d'un certain environnement
3. L'évolution par sélection naturelle autorise donc l'existence d'états physiques de différents types réalisant un même type d'état mental (comme la faim).

L'approche biologique du fonctionnalisme postule que tous les états mentaux sont des « représentations », c'est-à-dire des états internes d'un organisme biologique qui sont dans une relation de covariation avec certains états de l'environnement. C'est en vertu de cette relation de covariation que les états internes portent une information sur l'environnement et constituent ainsi une représentation mentale, l'esprit étant interprété comme un processus naturel « intentionnel ». L'explication de ce processus doit par ailleurs être formulé sans faire appel à des concepts intentionnels, puisque l'intentionnalité des représentations est précisément ce qu'il s'agit d'expliquer. L'idée principale de cette démarche explicative consiste à montrer comment la signification des représentations mentales se constitue à partir de processus naturels non intentionnels comme ceux qui sont réalisés dans des systèmes biologiques purement fonctionnels (organismes simples).
Pour accomplir cette tâche, la philosophe et chercheuse Ruth Millikan a entrepris d'étudier l'intentionnalité dans des organismes vivants dont le système cognitif est plus simple que la cognition humaine. La stratégie qu'elle a développée consiste à trouver une classe de caractères biologiques que l'on peut, de façon plausible, tenir pour intentionnels, et à utiliser ensuite ces exemples pour déterminer ce qui distingue l'intentionnalité d'autres fonctions biologiques. D'une manière générale, le fonctionnalisme biologique part du principe qu'une description des états mentaux fondée sur leurs fonctions biologiques est susceptible de saisir tout ce que les états mentaux ont de caractéristique, puisqu'ils sont apparus et se sont développés au cours de l'évolution où ils ont contribué (et continue de contribuer) à la survie et à la reproduction des organismes qui en étaient dotés.

### Le fonctionnalisme et le réductionnisme

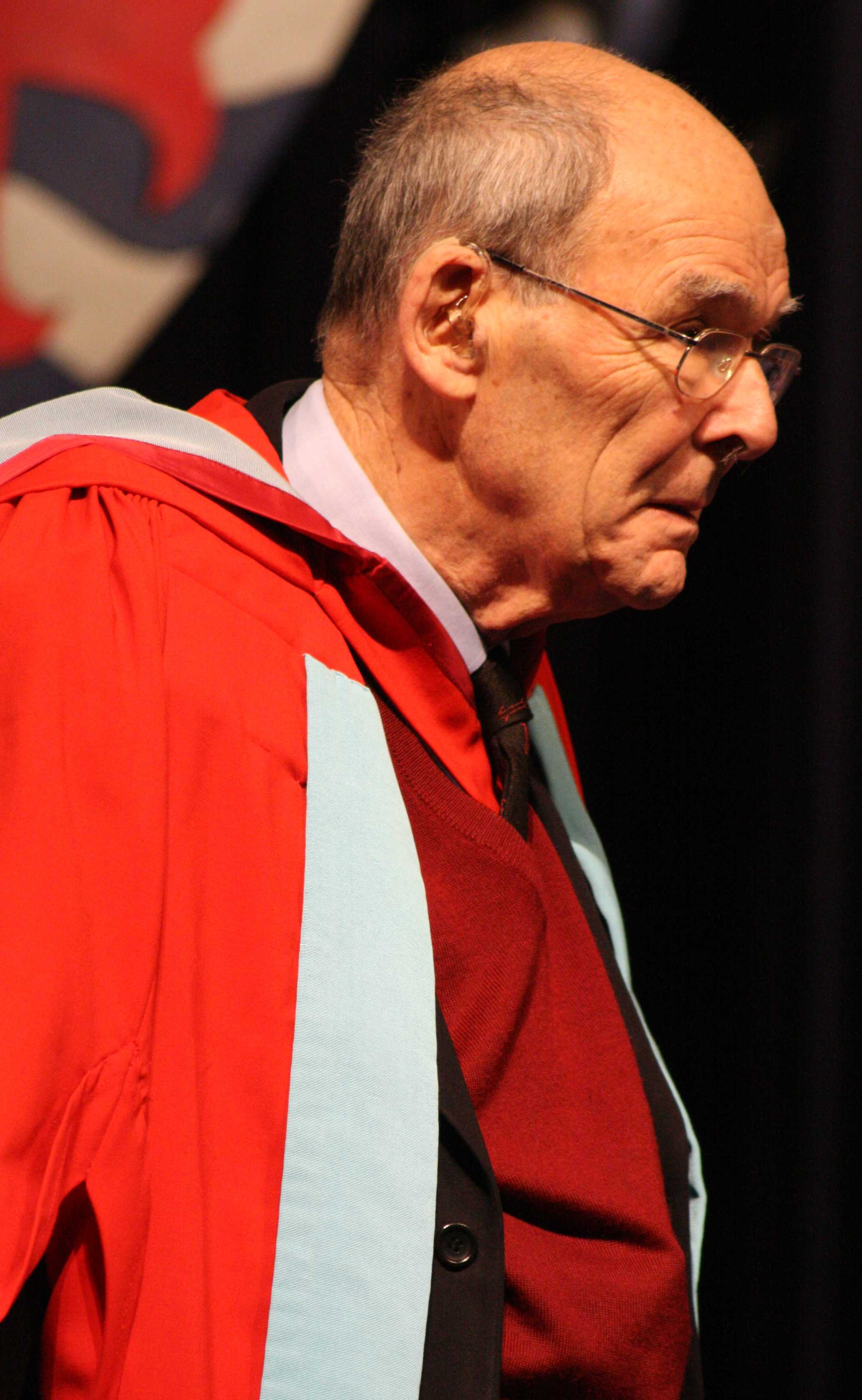
Le philosophe australien David Armstrong a défendu, contre la version standard du fonctionnalisme, une version réductionniste de cette approche.

Dans sa version standard défendue notamment par Hilary Putnam et Jerry Fodor, et connue sous le nom de « fonctionnalisme des rôles causaux », le fonctionnalisme conçoit les états mentaux – et les états fonctionnels en général – de façon non réductionniste, comme des états de second ordre. Un état fonctionnel est un état de second ordre lorsque d'autres états, des états de premier ordre, le réalisent. Pour que des états de premier ordre réalisent un état fonctionnel, il faut qu'ils aient les causes et les effets caractéristiques du rôle causal définissant l'état fonctionnel. La différenciation entre les états de second ordre et des états de premier ordre permet au fonctionnalisme de maintenir que les types d'états mentaux – et les types d'états fonctionnels en général – sont distincts des types d'états physiques, et donc irréductibles à ces derniers. C'est la possibilité de réalisations multiples des types d'états mentaux – et des types d'états fonctionnels en général – qui interdit ainsi d'identifier des types mentaux à des types physiques.
Le fonctionnalisme standard ne peut militer qu'en faveur d'un antiréductionnisme épistémologique, et non d'un antiréductionnisme ontologique ou métaphysique. En effet, selon lui, les occurrences d'états fonctionnels sont identiques à des occurrences d'états physiques. Si le principe selon lequel les états mentaux ne sont pas des états physiques est vrai, c'est donc seulement au sens où les types d'états mentaux ne sont pas des types d'états physiques, ce qui exclut d'établir une équivalence conceptuelle entre les états psychologiques et les états physiques, mais n'exclut pas, en principe, de redéfinir les concepts psychologiques au sein de théories physiques. Les concepts fonctionnels de la psychologie décrivent des similarités macroscopiques pertinentes à son niveau que les concepts de la physique fondamentale ne permettent pas de saisir, car ces concepts sont faits pour établir des similitudes quant à la composition physique des objets, et non quant à leurs fonctions dans un environnement donné. Néanmoins, tous les concepts fonctionnels, y compris psychologiques, dénotent des propriétés physiques, et chez l'être humain en particulier, des caractéristiques physiologiques.
Une autre version du fonctionnalisme, connue sous le nom de « fonctionnalisme des réalisateurs », conçoit les états mentaux – et les états fonctionnels en général – de façon réductionniste. Il s'agit d'une position minoritaire face à la conception non réductionniste du fonctionnalisme. Elle est défendue à l'origine par David Lewis et David Armstrong dès les années 1960, puis plus récemment par Jaegwon Kim à partir de la fin des années 1990. Le fonctionnalisme réductionniste n'admet pas de distinction entre les états ou propriétés de premier ordre (physiques) et les états ou propriétés de second ordre (fonctionnels). Les concepts et les descriptions fonctionnels font directement référence à des états physiques entendus comme des configurations d'états physiques qui réalisent le rôle causal définissant un état fonctionnel d'un certain type. Suivant cette perspective, chaque description mentale (par exemple, « avoir mal ») fait référence dans une situation donnée à une certaine configuration d'états physiques, plus précisément à une certaine configuration d'états cérébraux, même si nous ignorons de quelle configuration d'états physiques il s'agit.
Jaegwon Kim a tenté de concilier le fonctionnalisme réductionniste avec la thèse de la réalisabilité multiple des états mentaux en s'appuyant sur une conception de la réduction limitée à l'espèce. Même si un type d'état mental permet un nombre indéfini de réalisations physiques différentes, ceci n'exclut pas que, pour chaque espèce, il soit possible de réduire la description de cet état mental à une description physique particulière. De plus, même si cette identité s'avérait limitée à des groupes plus petits que des espèces, ceci n'empêcherait pas la possibilité d'une réduction relative au groupe en question. On parle ainsi de « réduction locale ». Mais cette conception de la réduction est peu retenue car, ne rendant pas compte de l'unité des phénomènes mentaux entre les différentes espèces, elle ne permet pas de constituer une théorie psychologique cohérente.

## Les alternatives à la réduction

### La relation de survenance
La notion de survenance a été introduite sur le terrain de la philosophie de l'esprit dans les années 1960 par Donald Davidson afin de concilier les idées apparemment contradictoires de dépendance systématique et d'irréductibilité de l'esprit par rapport au corps. Lorsqu'une propriété de type B (par exemple mentale) survient sur une propriété de type A (par exemple physique), tout changement du type B équivaut à un changement du type A. Ainsi, lorsqu'il y a survenance, il ne peut y avoir une différence d'une certaine sorte sans une différence d'une autre sorte à un autre niveau de description. Il y a donc relation de covariation entre ces deux niveaux. Mais cette relation ne permet pas d'établir l'équivalence de A et de B et donc de réduire B à A. En effet, on peut toujours envisager un monde possible où l'on retrouve la même distribution des états mentaux que dans le monde réel alors même qu'il existe une différence physique entre ces deux mondes. Cela rend le concept de survenance incompatible avec le réductionnisme en général et avec la théorie de l'identité des types en particulier (théorie de l'identité esprit-cerveau). La notion de survenance s'accorde bien cependant avec la théorie de l'identité des occurrences.
En tant qu'états ou propriétés de second ordre, les propriétés survenantes sont censées pouvoir se réaliser de façon multiple dans des propriétés de premier ordre, conformément à la thèse de la réalisabilité multiple appliquée aux états mentaux (un même état mental peut être réalisé physiquement de façon multiple). Ainsi un même état psychologique, tel que la douleur, peut-il survenir sur des états neurologiques différents selon l'espèce animale concernée. On parlera toutefois, dans ce cas, de version « locale » de la relation de survenance, par opposition à une version « globale ». Celle-ci suppose que dans le monde réel, l'apparition des mêmes propriétés survenantes implique celle des mêmes propriétés subvenantes dont elles dépendent, et qu'ainsi la réalisation d'un même type d'état mental implique celle d'un même type d'état physique, bien que l'on puisse toujours envisager un monde possible où les relations de ce genre soient différentes.
Concernant le problème corps-esprit, la notion de survenance est susceptible de donner à l'intérieur d'un cadre matérialiste un point de départ à sa résolution en décrivant de façon formelle la relation que les propriétés psychologiques entretiennent avec les propriétés physiques : ces deux types de propriétés sont dans un certain rapport de dépendance qui ressemble à la fois à une relation d'identité (thèse réductionniste) et à une relation de causalité (thèse dualiste). Les deux aspects les plus contradictoires de la relation corps-esprit semblent ainsi rendus compatibles. Cependant, une telle thèse n'est pas explicative à proprement parler et elle est incomplète. Il reste à savoir en effet si les propriétés survenantes sont ou non réductibles ontologiquement aux propriétés subvenantes, s'il s'agit donc de propriétés purement descriptives ou bien de propriétés réelles. Le problème se pose également de savoir en quoi consiste réellement la relation de survenance, s'il s'agit d'une loi naturelle régissant entre elles des familles de propriétés distinctes ou bien d'une façon commode de les relier en l'absence de concept explicatif.

### L'émergence
Le concept d'émergence apparaît au tournant des XIXe et XXe siècles chez des philosophes et scientifiques de langue anglaise (Lewes, Alexander, Morgan, Broad) pour qui les phénomènes dits « émergents » ne sont pas dissociés des processus sous-jacents dont ils dépendent, pas plus qu'ils ne sont à proprement parler identiques ou réductibles à eux,. Ils affirment d'une part que les phénomènes émergents – chimiques, biologiques, vitaux et psychiques – sont continus avec les processus physiques ou de niveau inférieur dont ils émergent et, d'autre part, que ces phénomènes sont également discontinus en un certain sens – on dira aussi « nouveaux » ou « autonomes » – par rapport à ces processus. Ainsi, en défendant la thèse d'une continuité au sein des phénomènes d'émergence, ces penseurs adoptent une position moniste et naturaliste : ils adhèrent à l'idée qu'il ne peut exister de fossé ou de fracture ontologique dans la nature. En défendant par ailleurs l'existence d'une forme de discontinuité dans les phénomènes d'émergence, ils sont également antiréductionnistes : ils estiment que certains phénomènes naturels complexes ne s'identifient pas aux phénomènes de base à partir desquels ils apparaissent.
C'est sur le principe d'une relation des parties au tout que la notion d'émergence permet de penser à la fois la continuité et la discontinuité des processus émergents. La maxime classique de l'émergence selon laquelle « le tout est plus que la somme de ses parties » véhicule l'idée moniste de continuité d'après laquelle un tout émergent est constitué de ses parties et, en conséquence, n'émerge pas de rien. D'autre part, si un tout émergent est bien constitué de ses parties, il ne s'y identifie pas non plus dans la mesure où il est « plus que » la simple somme ou juxtaposition de ses parties, faisant apparaître des propriétés qui sont absentes à l'échelle de ses constituants. Rapportée au problème corps-esprit, la notion d'émergence permet ainsi de considérer l'esprit comme un ensemble de propriétés non réductibles mais en relation étroite avec les processus cérébraux qui en sont constitutifs. Les états mentaux peuvent être envisagés en ce sens comme des propriétés qui émergent dans le cerveau à partir des processus se réalisant à une échelle microscopique dans le système neuronal.
Cette position a été défendue notamment par Roger Sperry à partir des années 1960, Karl Popper à partir des années 1970 et John Searle, à partir des années 1980. Elle permet de concevoir une forme d'interaction entre le corps et l'esprit sous la forme d'une causalité ascendante (des parties au tout) et d'une causalité descendante (du tout aux parties), la seconde étant souvent jugée plus problématique que la première,,. Un débat continue d'avoir lieu à propos de savoir si les processus émergents existent réellement (émergence ontologique) ou s'ils sont simplement apparents et destinés en dernière analyse à être réduits (émergence épistémologique). D'autres débats tournent autour de la prédictibilité des propriétés émergentes, de la possibilité de lois d'émergence, etc. Par ailleurs, ceux qui admettent la réalité des phénomènes émergents n'admettent pas nécessairement que l'esprit soit lui-même un processus émergent. Ceci est d'autant plus vrai lorsqu'il est question des qualia et de la conscience dite « phénoménale », qui semblent poser des questions spécifiques auxquelles la notion d'émergence ne permet pas de répondre.

## L'élimination du problème

### L'éliminativisme

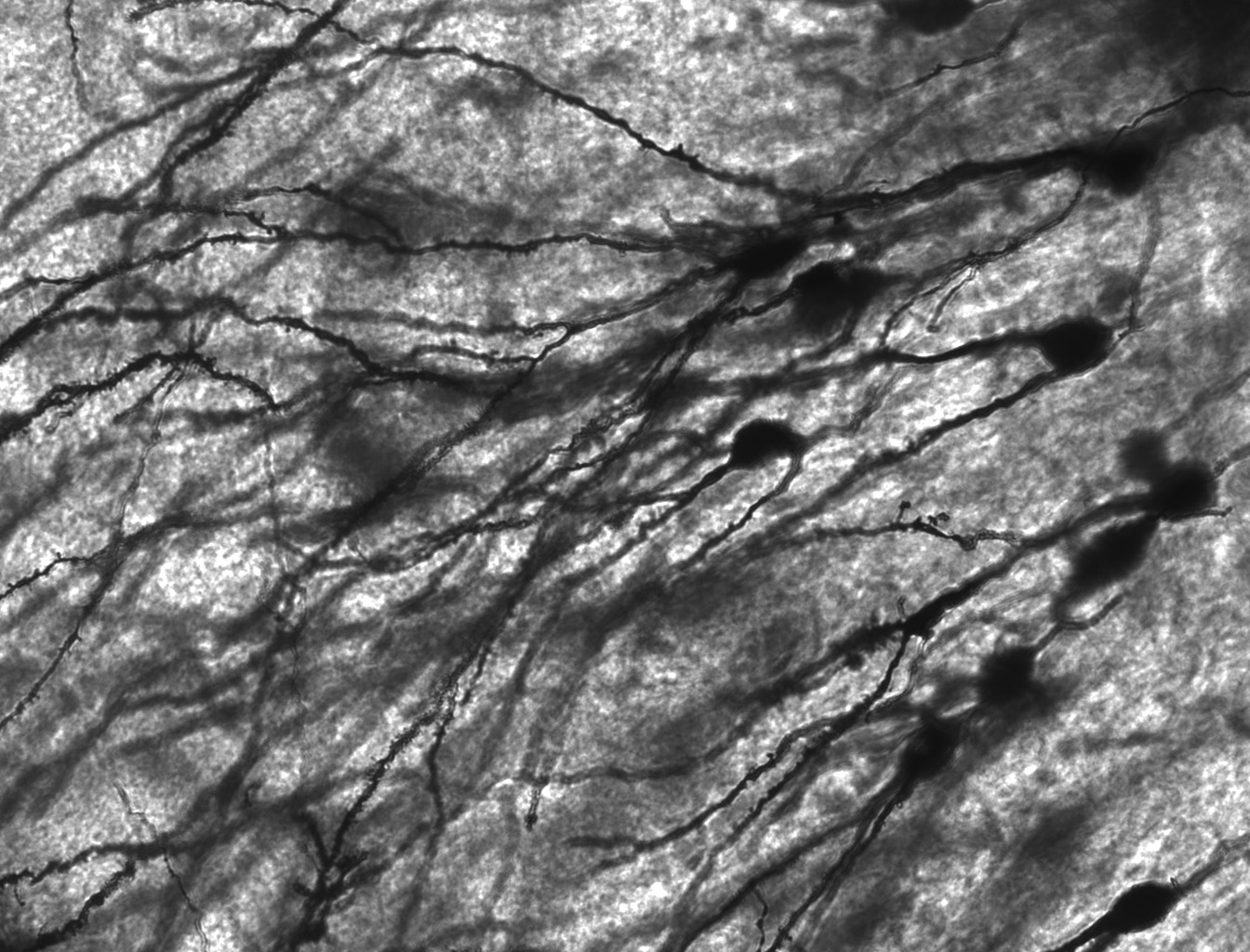
Aussi complète que soit notre investigation du cerveau, il semble que nous ne puissions jamais y observer que des processus physiques du même type que ceux qui se réalisent dans les connexions neuronales.

Le matérialisme élimininativiste, ou plus simplement l'éliminativisme, est en philosophie de l'esprit la position selon laquelle il n'existe rien d'autre que des états physiques, et d'après laquelle les états mentaux n'étant pas des états physiques, ils n'existent donc pas. La croyance à l'existence de tels états relèverait d'une conception erronée de l'humain qui serait implicitement admise par la psychologie du sens commun (folk psychology),. L'éliminativisme a été avancé par des philosophes de premier plan, comme Paul Feyerabend ou Richard Rorty dans les années 1960, et plus récemment par Paul et Patricia Churchland, ainsi que par Daniel Dennett concernant les qualia et les aspects subjectifs de la conscience. Il constitue une réponse radicale au problème corps-esprit puisqu'il repose sur l'élimination de la notion même d'esprit. Il s'oppose en ce sens au panpsychisme qui en généralise quant à lui la notion.
Les partisans de l'éliminativisme acceptent les arguments qui visent à montrer qu'il est impossible de réduire les concepts mentaux (ou au moins certains d'entre eux) à des concepts physiques. Ils en tirent cependant la conclusion suivante : les concepts mentaux doivent être éliminés de toute théorie se rapportant au comportement humain, comme ils le sont des théories physiques. En effet, si une réduction de ces concepts ne s'avère pas possible, c'est qu'ils ne font référence à rien et qu'il faut les abandonner. Une telle approche est néanmoins compatible avec l'acceptation des concepts intentionnels de la psychologie ordinaire en tant qu'instruments utiles pour la prédiction du comportement humain. Cependant, dans sa forme radicale, l'éliminativisme fait le pari que la science future mettra à notre disposition une méthode de prédiction qui pourra se passer de ces concepts.
Selon l'éliminativisme, la notion d'esprit sur laquelle se base la psychologie du sens commun n'est pas simplement insuffisante pour expliquer le comportement humain et la nature des activités cognitives, elle est en elle-même erronée. C'est le cadre entier de la psychologie du sens commun qui constitue alors une conception fausse et trompeuse des causes de l'action et de la cognition humaines. Par conséquent, nous ne pouvons pas espérer résoudre le problème corps-esprit en cherchant à réduire les concepts mentaux à des concepts physiques. Les premiers ne référant à rien qui soit dans la nature, aucune correspondance terme à terme ne peut être établie entre eux et les concepts physiques. La réduction inter-théorique promue par le réductionnisme est dès lors vouée à l'échec. Il ne faut donc pas attendre des neurosciences arrivées à maturité qu'elles résolvent le problème corps-esprit, mais seulement qu'elles le dissolvent en remplaçant le cadre théorique ancien où il s'est posé.

### Le panpsychisme
À l'instar de l'éliminativisme, le panpsychisme contemporain constitue moins une réponse au problème corps-esprit qu'une remise en cause du cadre théorique dans lequel il se pose. Mais contrairement à l'éliminativisme, qui refuse d'accorder l'existence à ce que nous entendons communément par « esprit », le panpsychisme refuse d'accorder l'existence aux corps tels que nous les concevons intuitivement, y compris en science.
D'après Simon Blackburn, il manque à la conception physique contemporaine de la nature des propriétés qualitatives telles que les couleurs, les douleurs, et tout ce qui constitue l'aspect qualitatif de notre expérience du monde. Les propriétés physiques fondamentales, comme la masse ou la charge électrique, ne sont pas des propriétés qualitatives mais seulement des dispositions à changer l'état du mouvement des particules. Or, il serait vain de chercher dans la physique des qualités qui pourraient combler cette lacune, car toutes les propriétés qu'elle traite se résument à des dispositions à changer l'état du mouvement des objets. Même si on affirme, à l'instar de David Lewis ou de Frank Jackson, que l'essence purement qualitative des constituants physiques du monde nous est de ce fait inaccessible, il faut être capable alors de donner une idée de ce que ces qualités pourraient être. Or, le seul modèle qu'on peut concevoir pour des qualités pures constituant l'essence des choses physiques sont les aspects qualitatifs de l'expérience vécue, les aspects qui constituent notre vie consciente (appelés « conscience phénoménale » en philosophie de l'esprit).
Certains philosophes panpsychistes, comme Galen Strawson, soutiennent dans cette perspective que tous les objets physiques sont en fait des propriétés mentales analogues aux propriétés de l'expérience vécue. Ces propriétés sont constitutives de l'aspect qualitatif de la nature, et en caractérise les éléments de façon intrinsèque et essentielle. D'après Strawson, même les atomes et certaines particules élémentaires ont une forme primitive d'existence mentale. Cette version du panpsychisme ne prétend pas que les atomes soient des êtres conscients au sens où nous le sommes, mais seulement que certains aspects relevant de la conscience sont présents dans les systèmes physiques les plus simples. Des formes d'esprit ou d'expérience plus complexes émergent alors dans des systèmes plus complexes. Il n'y a de ce fait pas lieu d'accepter l'opposition conceptuelle que présuppose le problème corps-esprit autrement que comme une opposition entre être et apparence, l'esprit n'étant rien d'autre que l'essence intrinsèque et qualitative de ce que nous percevons par nos sens comme des corps. Les objets décrits par la physique fondamentale ne sont quant à eux qu'une façon intuitive et imagée de concevoir les réseaux de relations qui existent entre les états mentaux.